# Cyrtophora bidenta
Cyrtophora bidenta är en spindelart som beskrevs av Benoy Krishna Tikader 1970. Cyrtophora bidenta ingår i släktet Cyrtophora och familjen hjulspindlar. Inga underarter finns listade i Catalogue of Life.